# Коныссай
Коныссай (каз. Қоныссай) — село в Теректинском районе Западно-Казахстанской области Казахстана. Входит в состав Тонкерисского сельского округа. Код КАТО — 276263300.

## Население
В 1999 году население села составляло 260 человек (130 мужчин и 130 женщин). По данным переписи 2009 года, в селе проживал 151 человек (75 мужчин и 76 женщин).